# غراهام دورانس
غراهام دورانس (بالإنجليزية: Graham Dorrans)‏ (5 مايو 1987 المملكة المتحدة - ) هو لاعب كرة قدم بريطاني، يلعب كلاعب وسط.

## مسيرته الكروية
لعب غراهام دورانس خلال مسيرته الاحترافية مع 6 أندية في ثمانية عشر موسمًا وسجل خلالها 57 هدفًا ضمن 356 مباراة. ولم يفز بأي موسم بالكأس أو بالدوري.
خاض غراهام دورانس مسيرته مع نادي ليفينغستون لكرة القدم في موسم 2004–05 في المرة الأولى ولمدة موسمين ثم في موسم 2006–07 ولمدة موسمين، مشاركًا طوالها في 77 مباراة سجل خلالها 16 هدفًا. ثم انتقل إلى نادي بارتيك ثيسل في موسم 2005–06 لمدة موسم واحد، حيث شارك في 15 مباراة سجل خلالها 5 أهداف. لينتقل بعدها إلى نادي وست بروميتش ألبيون في موسم 2008–09 ليلعب معه سبعة مواسم، مشاركًا في 166 مباراة سجل خلالها 21 هدفًا. ثم انتقل إلى نادي نورويتش سيتي في موسم 2014–15 واستمر معه طيلة ثلاثة مواسم، مشاركًا في 59 مباراة سجل خلالها 9 أهداف. هذا وانتقل لاحقًا إلى نادي رينجرز في موسم 2017–18 ولمدة موسمين، مشاركًا في 17 مباراة سجل خلالها 5 أهداف. ثم انتقل بعدها إلى نادي دندي في موسم 2019–20 لمدة موسم واحد، مشاركًا في 22 مباراة سجل خلالها هدفًا واحدًا.

## روابط خارجية
- غراهام دورانس على موقع قاعدة بيانات كرة القدم.إي يو (الإنجليزية)
- غراهام دورانس على موقع ناشيونال فوتبول تيمز (الإنجليزية)
- غراهام دورانس على موقع Soccerbase.com (لاعب) (الإنجليزية)
- غراهام دورانس على موقع Soccerway.com (الإنجليزية)
- غراهام دورانس على موقع عالم كرة القدم.نت (الإنجليزية)
- غراهام دورانس على موقع AS.com (الإسبانية)